# Этиопласт
Этиопласты — хлоропласты, не подвергшиеся воздействию солнечного света. Они обычно имеются у цветковых растений (покрытосеменных), выращиваемых в темноте. Если растение было полностью лишено света в течение нескольких дней его хлоропласты превратятся в этиопласты. У этиопластов отсутствуют активные пигменты, из-за этого их можно отнести к лейкопластам. Высокие концентрации этиопластов обуславливают жёлтый цвет листьев, а не зелёный.
В этих растительных органеллах находятся проламеллярные тельца (предшественники ламелл), представляющие собой полу-кристаллические мембранные скопления  разветвленных канальцев, в которых находится пигмент-предшественник хлорофилла. Проламеллярные тельца нередко (и, возможно, всегда), расположены в виде геометрических узоров.
Этиопласты могут преобразовываться в хлоропласты и усиленно синтезировать хлорофилл под воздействием растительного гормона цитокинина и света.